# 아시아드컨트리클럽
아시아드컨트리클럽은 부산광역시의 골프장 및 태종대 전망대를 운영하는 회사이고, 본사는 부산광역시 기장군 일광읍 차양길 26에 있다. 과거에 관광유람선과 태종대 부비열차, 부산시티투어버스를 운영한 적이 있다.

## 연혁
- 1997년 1월 10일: 회사설립 등기.
- 1997년 4월 3일: 외국인서비스센터 개소
- 1997년 10월 9일: 관광유람선 테즈락호 취항
- 1997년 12월 31일: 중앙동 친수공간 편의시설 준공
- 1998년 7월 1일: 태종대 부비열차 운행 개시
- 1999년 12월 30일: 자본금 50억에서 150억으로 증자
- 2000년 1월 3일: 아시아드CC 건설공사 기공
- 2001년 5월: 테즈락호 매각
- 2002년 1월: 외국인서비스센터를 부산광역시로 관리권 이관
- 2002년 3월: 태종대 부비열차 매각
- 2002년 5월 31일: 아시아드CC 건설공사 준공
- 2002년 6월 20일: 부산 해운대에서 아시아드CC 내로 본사 이전
- 2002년 8월 4일: 아시아드CC 개장
- 2004년 12월 30일: 아시아드CC 골프연습장 준공
- 2006년 8월 15일: 부산시티투어버스 개통
- 2013년 1월 1일: 사명을 부산관광개발주식회사에서 아시아드컨트리클럽주식회사로 변경
- 2019년 9월 23일: 아시아드CC에서 LPGA INTERNATIONAL BUSAN으로 명칭 변경
- 2019년 10월 24~27일: LPGA BMW LADIES CHAMPIONSHIP 개최 (총상금 200만 달러, 우승상금 30만달러 우승자 장하나 )

## 주요 사업
- 아시아드컨트리클럽 운영
- 태종대전망대 운영